# Ust-Kinelski
Ust-Kinelski (russisch Усть-Кине́льский) ist eine Siedlung städtischen Typs in der Oblast Samara (Russland) mit 9988 Einwohnern (Stand 14. Oktober 2010).

## Geographie
Die Siedlung liegt etwa 30 km ostnordöstlich des Zentrums des Oblastverwaltungszentrums Samara am rechten Ufer des Großen Kinel (Bolschoi Kinel), etwa 4 km oberhalb der Einmündung von rechts in den Wolga-Nebenfluss Samara.
Ust-Kinelski gehört als eine von zwei Siedlungen städtischen Typs (neben Alexejewka) zum Stadtkreis Kinel und befindet sich etwa 6 km nordwestlich des Stadtzentrums von Kinel.

## Geschichte
Die Geschichte des Ortes beginnt mit der Errichtung der Alexejewsker Mittleren Landwirtschaftsschule auf einer Kosakenacker Nr. 2 genannten, zum benachbarten Alexejewka (in der Zeit Alexejewsk) gehörenden Fläche im Jahr 1900. Diese nahm 1903 den Lehrbetrieb in den neuen Gebäuden auf und wurde 1919 als Fakultät in die neugegründete Universität Samara eingegliedert. 1922 wurde die Bildungseinrichtung eigenständige Hochschule als Samaraer Landwirtschaftsinstitut, von 1935 bis 1991 Kuibyschewer Landwirtschaftsinstitut (in dieser Zeit hieß die Stadt Samara Kuibyschew) und seit 1995 Samaraer Staatliche Landwirtschaftsakademie.
Um die Schule wuchs bald eine Wohnsiedlung, die ab 1928 auf dem Territorium des neugebildeten Kinelski rajon lag. Der seit spätestens den 1930er-Jahren verwendete Ortsname bezieht sich auf die Lage unweit der Mündung des Großen Kinel; Ust- von russisch ustje für „Mündung“. 1964 wurde die Siedlung der Verwaltung des Stadtsowjets von Kinel unterstellt, aus dessen Territorium 2004 (bestätigt 2008) der heutige Stadtkreis hervorging, innerhalb dessen Ust-Kinelski eine eigene Territorialverwaltung besitzt.
Durch die Errichtung einer größeren Plattenbausiedlung wuchs der Ort insbesondere in den späten 1970er- und 1980er-Jahren, und seit 1987 besitzt er den Status einer Siedlung städtischen Typs.

### Bevölkerungsentwicklung
| Jahr | Einwohner |
| ---- | --------- |
| 1989 | 7257      |
| 2002 | 8995      |
| 2010 | 9988      |

Anmerkung: Volkszählungsdaten

## Verkehr
Südlich von Ust-Kinelski verläuft die dort autobahnähnlich ausgebaute Regionalstraße 36K-851 (früher R225) von Samara nach Buguruslan. Zwischen der Siedlung und der Stadt Kinel zweigt die 36K-238 ab, zunächst als südliche Umgehung von Kinel und dann weiter den Fluss Samara aufwärts in das südöstlich benachbarte Rajonzentrum Bogatoje.
Der nächstgelegene Bahnhof ist der 5 km entfernte bedeutende Eisenbahnknoten Kinel, in dem von der Südroute der Transsibirischen Eisenbahn Samara – Ufa – Tscheljabinsk – Omsk die Strecke in Richtung Orenburg und weiter nach Zentralasien sowie die südliche Güterumfahrung von Samara abzweigen.